# サッカーシエラレオネ女子代表
サッカーシエラレオネ女子代表（サッカーシエラレオネじょしだいひょう）は、シエラレオネサッカー協会(英語: Sierra Leone Football Association, 略称：SLFA)によって編成されるシエラレオネの女子サッカーナショナルチームである。アフリカサッカー連盟(CAF)に所属している。1994年に代表チームが結成された後、活動を休止していたが2010年に活動を再開し、アフリカの女子サッカー選手権であるアフリカ女子選手権に出場している。
女子ワールドカップ、オリンピックともに出場はない。

## ワールドカップの成績
- 1991 - 不参加
- 1995 - 予選敗退
- 1999 - 不参加
- 2003 - 不参加
- 2007 - 不参加
- 2011 - 予選敗退
- 2015 - 予選出場辞退
- 2019 - 予選出場辞退

## オリンピックの成績
- 1996 - 予選敗退
- 2000 - 不参加
- 2004 - 不参加
- 2008 - 不参加
- 2012 - 不参加
- 2016 - 不参加
- 2020 - 予選出場不可（同国協会の資格停止処分により）

## アフリカ女子ネイションズカップの成績
- 1991 - 不参加
- 1995 - 予選敗退
- 1998 - 不参加
- 2000 - 不参加
- 2002 - 不参加
- 2004 - 不参加
- 2006 - 不参加
- 2008 - 不参加
- 2010 - 予選敗退
- 2012 - 不参加
- 2014 - 予選出場辞退
- 2016 - 不参加
- 2018 - 予選出場辞退

## FIFAランキング
- 初登場 - 117位(2010年5月)
- 最高順位 - 117位(2010年5月)
- 最低順位 - 136位(2011年12月)